# Nassauvia glomerulosa
Nassauvia glomerulosa  es una especie de planta con flor  en la familia Asteraceae.  Es endémica de  Chile.  

## Taxonomía
Nassauvia glomerulosa fue descrita por (Lag. ex Lindl.) D.Don y publicado en Philosophical magazine, or annals of chemistry, ... 11: 390. 1832.
Sinonimia
- Acanthophyllum rosulatum Hook. & Arn.
- Nassauvia axillaris var. contracta Speg.
- Nassauvia bryoides O.Hoffm.
- Nassauvia glomerulosa var. columnaris Hauman
- Nassauvia glomerulosa f. glomerulosa
- Nassauvia glomerulosa var. glomerulosa
- Nassauvia modesta O.Hoffm.
- Nassauvia rosulata (Hook. & Arn.) Ball
- Nassauvia struthionum (Phil.) Speg.
- Nassauvia struthionum var. robusta Speg.
- Nassauvia struthionum var. struthionum
- Strongyloma glomerulosum DC.
- Strongyloma struthionum Phil.
- Triptilion glomerulosum Lag. ex Lindl. basónimo[2]